# Чёрный Иисус (телесериал)
Чёрный Иисус (англ. Black Jesus) — американский сериал, снятый Аароном МакГрудером и Майком Клеттенбёргом. Первая серия была показана 7 августа 2014 года.

## Сюжет
Рассказывает об Иисусе, живущем в наши дни в Комптоне, штат Калифорния. Каждый день он занимается тем, что распространяет любовь и доброту, а помогает ему в этом небольшая, но верная группа его последователей.

## В ролях
- Gerald «Slink» Johnson — Иисус
- Чарльз Мёрфи — Вик
- Кори Холкомб — Бони
- Кали Хоук — Мэгги
- Эндрю Бэчелор — Трейвон
- Андра Фуллер — Фиш
- Джон Уизерспун — Лойд
- Анджела Гиббс — миссис Туди
- Валенция Алгарин — Диана
- Энтуон Таннер — Джейсон